# Tell Me It's Over (bài hát của Avril Lavigne)
"Tell Me It's Over" là một bài hát của nữ ca sĩ người Canada Avril Lavigne, phát hành như là đĩa đơn quảng bá đầu tiên từ album phòng thu thứ sáu của cô Head Above Water (2019) vào ngày 12 tháng 12 năm 2018 cùng với việc đặt hàng trước album.

## Xếp hạng
| Bảng xếp hạng (2018)                        | Vị trí cao nhất |
| ------------------------------------------- | --------------- |
| Canadian Hot Digital Song Sales             | 20              |
| New Zealand Hot Singles (Recorded Music NZ) | 39              |
| US Digital Songs (Billboard)                | 36              |